# WandaVision
WandaVision là một bộ phim truyền hình ngắn tập Mỹ do Jac Schaeffer sáng lập và được phát sóng trên nền tảng phát trực tuyến Disney+. Bộ phim dựa vào các nhân vật đến từ truyện tranh Marvel Comics gồm Wanda Maximoff / Phù thủy đỏ và Vision. WandaVision là bộ phim truyền hình đầu tiên của loạt Vũ trụ Điện ảnh Marvel (MCU) do Marvel Studios phụ trách sản xuất. Phim tiếp nối phần diễn biến sau những loạt phim cùng thương hiệu và lấy bối cảnh sau sự kiện Avengers: Hồi kết (2019). Đây còn là bộ phim đầu tiên thuộc Giai đoạn Bốn của MCU. Nội dung chính của WandaVision kể về một đôi vợ chồng mới cưới là Wanda Maximoff và Vision chuyển đến vùng ngoại ô Westview, New Jersey và sinh sống một cuộc đời bình dị ở nơi đó. Các tập phim đều lồng ghép những tình huống hài kịch và hàm ý và sau mỗi tập phim, bối cảnh thực tại thay đổi theo từng thập niên và những sự việc kỳ lạ diễn ra xung quanh cặp vợ chồng Wanda và Vision dần dần được giải thích. Schaeffer là nhà biên kịch chính cho WandaVision, còn Matt Shakman thì phụ trách đạo diễn bộ phim.
Tháng 9 năm 2018, Marvel Studios phát triển một số loạt phim truyền hình giới hạn cho Disney+, gồm có WandaVision, tập trung vào các nhân vật phụ trong các phim MCU. Elizabeth Olsen và Paul Bettany lần lượt quay trở lại các vai diễn của họ là Wanda và Vision. Bộ phim có sự góp mặt của các diễn viên như Debra Jo Rupp, Fred Melamed, Kathryn Hahn, Teyonah Parris, Randall Park, Kat Dennings và Evan Peters. Schaeffer được hãng thuê vào soạn kịch bản vào tháng 1 năm 2019. Các loạt phim chính thức được công bố vào tháng 4 năm đó và Shakman tham gia vào tháng 8. Về quá trình sản xuất và chỉnh sửa, đoàn phim sử dụng nhiều loại bối cảnh, hiệu ứng và trang phục ứng với từng thời đại để tái hiện phong cách hài kịch tình huống khác nhau trong WandaVision. Bộ phim được tổ chức ghi hình tại Atlanta, Georgia vào tháng 11 năm 2019 cho đến khi tạm dừng vào tháng 3 năm 2020 do đại dịch COVID-19. Quá trình sản xuất tiếp tục tại Los Angeles vào tháng 9 năm 2020 và đóng máy vào tháng 11 cùng năm.
Hai tập đầu tiên của WandaVision phát sóng vào ngày 15 tháng 1 năm 2021. Các tập phim mới được phát sóng hàng tuần và kéo dài cho đến hết 9 tập vào ngày 5 tháng 3. WandaVision nhận về những lời tán dương từ giới phê bình nhờ vào lồng ghép những ý tưởng tái hiện tình huống hài kịch trong quá khứ cùng diễn xuất của các diễn viên như Olsen, Bettany và Hahn. Tuy nhiên, một số chuyên gia từng phê bình tập cuối cùng của bộ phim. WandaVision trở thành một chủ đề được người hâm mộ thảo luận và phân tích rộng rãi dựa trên nhiều giả thuyết, cũng như được các cây bút bình luận nhờ vào đề tài khám phá nỗi đau buồn và hoài cổ. Bộ phim giành được nhiều giải thưởng và đề cử như 23 đề cử và thắng 3 giải Primetime Emmy. Sau WandaVision, Olsen tiếp tục trở lại vai diễn trong phim Phù thủy tối thượng trong Đa Vũ trụ hỗn loạn (2022), còn Hahn thì trở lại nhân vật Agatha Harkness trong Agatha All Along (2024). Một spin-off của nhân vật Vision do Bettany thủ vai dự kiến được phát hành vào năm 2026.

## Giới thiệu
Ba tuần sau sự kiện Avengers: Hồi kết (2019), Wanda Maximoff và Vision chuyển đến sinh sống ở ngoại ô bình dị tại thị trấn Westview, New Jersey. Cặp đôi cố gắng che giấu bản chất siêu năng lực thực sự của mình trước những người dân ở đấy. Khi bối cảnh xung quanh Wanda và Vision bắt đầu thay đổi qua nhiều thập niên khác nhau và gặp phải nhiều hàm ý truyền hình khác nhau, cặp đôi này nghi ngờ rằng mọi thứ không như họ tưởng.

## Diễn viên
- Elizabeth Olsen vai Wanda Maximoff / Phù thủy đỏ:
Là một Avenger sở hữu phép thuật như ma thuật hỗn mang, thần giao cách cảm, ngoại cảm và thay đổi thực tại.[3][4][5] Olsen bảo rằng nhân vật Wanda trong WandaVision bám sát hơn với phiên bản truyện tranh nhờ vào việc khắc họa được bệnh tâm thần của nhân vật[6] và sau khi giới thiệu biệt danh "Phù thủy đỏ" (Scarlet Witch) ở Vũ trụ Điện ảnh Marvel (MCU).[7] Nhà sản xuất điều hành Kevin Feige cho biết bộ phim khám phá năng lực và nguồn gốc sức mạnh của Wanda.[8] Olsen cảm thấy cô càng ngày càng "sở hữu" Wanda nhiều hơn trong quá trình phát triển WandaVision.[9] Nhân vật Wanda cũng đã giúp nữ diễn viên thấu hiểu được tính cách mới của nhân vật như hài hước và láu lỉnh.[10]:30 Olsen cảm thấy vui mừng vì WandaVision tập trung vào nhân vật chính là Wanda, thay vì biến cô thành một nhân vật phụ như ở các phim điện ảnh trước đó. Nữ diễn viên đã quyết định trở lại với vai diễn sau khi nghe Feige bảo rằng WandaVision được lấy cảm hứng từ một phân đoạn cốt truyện Phù thủy đỏ trong truyện tranh.[2] Olsen chọn Mary Tyler Moore, Elizabeth Montgomery và Lucille Ball làm cảm hứng trong quá trình diễn xuất.[11]

- Paul Bettany vai Vision:
Là một người máy và cựu thành viên Avenger được tạo ra bằng cách kết hợp trí tuệ nhân tạo J.A.R.V.I.S., Ultron và Viên đá Tâm trí.[3] Anh bị nhân vật Thanos giết chết trong phim Avengers: Cuộc chiến vô cực (2018).[7] Bettany thủ vai một phiên bản nhân vật hoàn toàn mới do chính Wanda tạo ra trong Hex. Vision phiên bản này là hiện thân của sự đau buồn, niềm hi vọng và tình yêu mãnh liệt của nữ phù thủy.[12][13] Các cây bút kịch bản gọi anh là "Vision Linh hồn",[14] còn Bettany thì diễn tả Vision này là "phong nhã và đáng kính". Nam diễn viên lấy cảm hứng vai diễn của Dick Van Dyke và Hugh Laurie để thủ vai phiên bản mới của Vision.[11] Bettany còn đóng cả phiên bản nhân vật gốc, hay còn được gọi là "Vision Trắng" (White Vision) hoặc "The Vision",[14][15] do tổ chức S.W.O.R.D. (viết tắt của Sentient Weapon Observation and Response Division) sửa chữa và kích hoạt lại. Tuy nhiên, phiên bản này giống với nhân vật trong truyện tranh là được hồi sinh với ngoại hình toàn màu trắng nhưng không có ký ức lẫn cảm xúc.[16] Bettany phân biệt hai phiên bản bằng cách diễn tả rằng phiên bản Vision Trắng vừa quen thuộc vừa đáng sợ.[15]

- Debra Jo Rupp vai Sharon Davis: Một cư dân Westview và là người vợ của Todd. Bà đóng vai "Bà Hart" trong bộ phim hài kịch tình huống WandaVision giả tưởng.[17][18]

- Fred Melamed vai Todd Davis: Một cư dân Westview và là người chồng của Sharon. Ông đóng vai ông chủ công ty của Vision, "Arthur Hart", trong bộ phim hài kịch tình huống WandaVision giả tưởng.[17][18]

- Kathryn Hahn vai Agatha Harkness:
Một phù thủy hóa thân vào vai diễn "Agnes" hay "bà hàng xóm tọc mạch" của Wanda và Vision trong bộ phim hài kịch tình huống WandaVision giả tưởng.[2][19] Hahn mô tả Agnes là người hàng xóm "không chịu bao giờ dừng rảnh rỗi" và "luôn xen vào chuyện của [họ]".[9] Nữ diễn viên ví mối quan hệ giữa Agatha và Wanda giống như Antonio Salieri với Wolfgang Amadeus Mozart. Hahn giải thích rằng nhân vật Agatha đã phải học phép thuật suốt nhiều thập kỷ liền và trở nên nổi điên sau khi chứng kiến một người như Wanda có thể tri triển phép thuật rất dễ dàng.[20] Ban đầu Agatha là nhân vật hỗ trợ cố vấn cho Wanda, nhưng các nhà biên kịch quyết định chuyển nhân vật này sang hướng phản diện hơn để đảm bảo cấu trúc bộ phim hơn. Mặc dù vậy, bản chất Agatha vẫn là người truyền đạt bài học cho Wanda.[14]

- Teyonah Parris vai Monica Rambeau:
Con gái của phi công Không quân Maria Rambeau và là đại úy của S.W.O.R.D.[21] Cô đóng vai nhân vật "Geraldine" trong bộ phim hài kịch tình huống WandaVision giả tưởng.[22] Rambeau sở hữu "sức bền và khả năng trở thành một người phụ nữ" trong một thế giới do nam giới thống trị.[9] Biên kịch chính Jac Schaeffer ban đầu định thay Rambeau bằng một nhân vật khác, nhưng cô quyết định chọn Rambeau để về sau, nhân vật này có thể tận dụng trong loạt phim.[23] Đồng điều hành sản xuất Mary Livanos nói thêm rằng, việc đưa Rambeau vào là một khám phá trong quá trình phát triển và "thực sự làm chương trình thêm hấp dẫn",[10]:28 cho phép một nhân vật dễ đồng cảm như Rambeau trở thành một "anh hùng theo đúng nghĩa của cô ấy".[24] Trước WandaVision, Rambeau lần đầu xuất hiện trong Đại úy Marvel (2019), do Akira Akbar thủ vai. Đến với bộ phim này, Rambeau phát huy vai trò rõ ràng hơn và Parris đã tận dụng phong cách diễn xuất của Akbar, mối quan hệ giữa Rambeau với mẹ nhân vật và Carol Danvers / Đại úy Marvel để làm cảm hứng cho vai diễn của riêng cô.[25][26][27]

- Randall Park vai Jimmy Woo:
Một nhân viên FBI phục vụ cho S.W.O.R.D. và từng là người quản chế Scott Lang / Người Kiến.[9][28] Trong WandaVision, nhân vật Woo có thể biểu diễn ảo thuật rút lá bài cận cảnh (close-up magic), mà trước đó nhân vật này từng chứng kiến Lang biểu diễn và mong muốn thực hiện được giống như vậy trong Người Kiến và Chiến binh Ong (2018). Park cảm thấy việc đưa hình tượng này vào phim đã nhanh chóng khắc họa được Woo là một người tài giỏi về mọi mặt và từ đó được giao nhiều vụ án lớn.[29] Nam diễn viên từng được một ảo thuật gia dạy ảo thuật rút lá bài, sau đó anh dành nhiều ngày để hoàn thiện và đưa diễn xuất vào phim.[30]

- Kat Dennings vai Darcy Lewis:
Một nhà vật lý thiên văn làm việc với S.W.O.R.D., từng làm thực tập cho Jane Foster và bầu bạn với Thor / Thần Sấm trong Thor (2011).[28][31] Sau khi trở lại vai diễn kể từ Thor 2: Thế giới Bóng tối (2013), Dennings cảm thấy rằng nhân vật Lewis không thay đổi nhiều mà chỉ già đi và thông thái hơn sau khi nhận bằng tiến sĩ vật lý thiên văn. Ngoài ra, nữ diễn viên cảm thấy nhân vật đã tự tin hơn và ra dáng của "bà chủ", vốn ở các bộ phim trước đó Lewis không thể hiện được.[32]

- Evan Peters vai Ralph Bohner:
Một cư dân Westview bị Agatha điều khiển nhằm đóng giả người anh song sinh Pietro đã qua đời của Wanda mà trước đó Aaron Taylor-Johnson thủ vai.[33][34][35] Schaeffer và Livanos rất muốn đưa Pietro trở lại loạt phim nhằm tận dụng "điều gì là thật và điều gì không, diễn xuất, tuyển diễn viên, khán giả và người hâm mộ", bằng cách để nhân vật được "recast" trong chương trình hư cấu WandaVision.[36] Vai diễn của Peters được lấy thẳng từ nguyên gốc nhân vật Peter Maximoff của anh trong loạt phim điện ảnh X-Men của 20th Century Fox.[33] Schaeffer phát biểu rằng recast Pietro trong WandaVision đã đem lại hiệu quả ở cấp độ siêu thực, không chỉ đóng vai trò làm hàm ý hài kịch tình huống mà còn không cần ý tưởng cầu kì và đem lại một thành viên trong gia đình "làm mọi thứ rối tung" trong bối cảnh sitcom.[36][37] Shakman bảo rằng vai diễn Peters trong bộ phim giúp đáp ứng kỳ vọng của khán giả tương tự như nam diễn viên Ben Kingsley đóng Trevor Slattery (nhân vật giả Mandarin) trong Người Sắt 3 (2013).[38] Schaeffer đánh giá diễn xuất của Peters là sự kết hợp của các nhân vật Jesse Katsopolis từ Full House, Nick Moore từ Family Ties và Joey Tribbiani từ Những người bạn.[39]

WandaVision còn có sự góp mặt của những nhân vật cư dân Westview như Asif Ali vai Abilash Tandon (đồng nghiệp "Norm" của Vision trong thực tại Hex), David Lengel vai Harold Proctor ("Phil Jones"), Amos Glick vai nhân viên giao bánh pizza (người đưa thư "Dennis"), Ithamar Enriquez và Victoria Blade là hai diễn viên quảng cáo giữa chương trình WandaVision giả tưởng, Emma Caulfield Ford vai người vợ Sarah Proctor của Harold ("Dottie Jones"), và David Payton vai John Collins ("Herb"). Josh Stamberg trở lại với vai diễn người quản lý S.W.O.R.D. Tyler Hayward, còn Alan Heckner và Selena Anduze thì lần lượt vào vai nhân viên S.W.O.R.D. Monti và Rodriguez. Julian Hilliard và Jett Klyne lần lượt đóng vai hai người con trai của Wanda và Vision: Billy và Tommy.
Một số khách mời trong phim gồm có Jolene Purdy vai Isabel Matsueda (người hàng xóm "Beverly" của Wanda và Vision), diễn viên đóng thế thường xuyên của MCU Zac Henry vai Franklin (nhân viên S.W.O.R.D. hóa thành người nuôi ong sau khi đi vào thực tại của Wanda), Randy Oglesby vai cư dân Westview (bác sĩ "Stan Nielson"), Wesley Kimmel và Sydney Thomas lần lượt là bé trai và bé gái trong quảng cáo công chiếu giữa chương trình WandaVision giả tưởng, Kate Forbes vai người mẹ Evanora Harkness của Agatha, Ilana Kohanchi và Daniyar lần lượt thủ vai cha mẹ quá cố của Wanda là Iryna và Olek Maximoff, còn Michaela Russell và Gabriel Gurevich thì lần lượt đóng vai Wanda và Pietro thời tuổi thơ.

## Tập phim
| TT. | Tiêu đề                                | Đạo diễn     | Biên kịch                          | Ngày phát sóng gốc  |
| --- | -------------------------------------- | ------------ | ---------------------------------- | ------------------- |
| 1 | "Filmed Before a Live Studio Audience" | Matt Shakman | Jac Schaeffer                      | 15 tháng 1 năm 2021 |
| Bối cảnh tập phim được lấy vào thập niên 1950 và phong cách ghi hình trắng đen, một đôi vợ chồng mới cưới là Wanda Maximoff và Vision chuyển đến thị trấn Westview. Bài hát đầu phim giới thiệu Wanda là cô gái phép thuật, còn Vision thì là ông chồng "nửa người nửa máy". Hai người cố gắng hòa nhập ở thị trấn giống như bao người bình thường khác. Một ngày nọ, Wanda và Vision nhìn thấy trên tờ lịch có ký hiệu hình trái tim nhưng chẳng nhớ nổi đó là nhân dịp gì. Sau đó, Vision rời khỏi nhà để đi làm. Wanda cho rằng ký hiệu trái tim đó ý chỉ rằng đó là ngày lễ kỷ niệm của cô và Vision. Người hàng xóm Agnes gõ cửa, giới thiệu tên tuổi và giúp cô chuẩn bị cho buổi tối với Vision. Tại Computational Services Inc., Vision khiến cho những người làm việc ở đó thán phục trước tốc độ xử lý tính toán của anh. Anh hỏi đồng nghiệp Norm rằng công ty làm việc gì thì Norm chỉ trả lời rằng là không có mục đích gì, chỉ biết có Vision là năng suất lao động tại công ty tăng vọt. Sau khi ông chủ của Vision xuất hiện, Arthur Hart, Vision mới nhớ hôm đó là kế hoạch tiếp đón ông chủ và quý bà Hart đến nhà ăn tối. Tối cùng hôm, ông bà Hart có mặt tại nhà Maximoff thì Wanda không hay biết về nhân dịp này, dẫn đến nhiều tình huống bất lịch sự. Wanda và Vision đành giấu giếm ông bà Hart và bảo rằng là "văn hóa người châu Âu". Trong khoảng thời gian đó, Wanda và Vision không giấu được siêu năng lực, và họ phải tìm cách đánh lạc hướng ông bà Hart nhiều lần. Lúc hỏi thăm Wanda và Vision, ông Hart bỗng mắc nghẹn khiến cho bà Hart phải kêu "dừng lại đi" liên tục. Vision giúp đỡ ông Hart, và ông quyết định cảm ơn đôi vợ chồng trẻ để về nhà cùng bà Hart. Cuối phim, Wanda và Vision quyết định chọn nhân dịp đó là kỷ niệm ngày cưới của họ, rồi tự tạo cho nhau một cặp nhẫn cưới. Trong lúc nhan đề kết thúc WandaVision đang chiếu, màn hình từ từ phóng ra xa là một chiếc tivi đời cũ cùng với một người cầm bút ghi chép sổ sách. Một đoạn quảng cáo trong WandaVision giới thiệu máy nướng bánh mì ToastMate 2000 từ Stark Industries. |                                        |              |                                    |                     |
| 2 | "Don't Touch That Dial"                | Matt Shakman | Gretchen Enders                    | 15 tháng 1 năm 2021 |
| Bộ phim chuyển sang bối cảnh thập niên 1960. Trong lúc đang nằm ngủ, Wanda và Vision nghe được tiếng động lạ ở bên ngoài khiến họ giật mình. Sau đoạn video giới thiệu theo phong cách hoạt hình, bộ phim chuyển sang cảnh Wanda và Vision chuẩn bị biểu diễn ảo thuật cho một chương trình tài năng ở thị trấn. Lúc đó, Wanda nghe được tiếng động ở ngoài vườn nên ra ngoài tìm hiểu. Cô phát hiện có một trực thăng đồ chơi màu đỏ được tô màu, hoàn toàn khác lạ so với phong cách trắng đen trong chương trình. Agnes đột ngột xuất hiện và mời Wanda đến ủy ban lập kế hoạch cho chương trình do Dottie tổ chức tại một bể bơi. Tại đây, Wanda gặp được một người hàng xóm mới tên Geraldine và để ý thêm nhiều chuyện lạ lùng: đài phát thanh kêu gọi tên cô và giọt máu được tô màu đỏ. Trong lúc đó, Vision đến thư viện để họp an ninh khu phố. Anh được một nhân viên mời ăn quà bánh nhưng anh từ chối. Sau khi được mời ăn kẹo cao su, anh vô tình nuốt gây tắc bánh răng trong cơ thể. Tại buổi biểu diễn, do kẹo cao su nên Vision hoạt động trở nên hậu đậu so với bình thường và vô tình để hở siêu năng lực nhiều lần. Để tránh bại lộ, Wanda dùng phép thuật sửa chữa màn trình diễn sao cho đó là những mánh khóe và giúp đỡ Vision lấy kẹo cao su ra khỏi cơ thể. Sau khi trở về nhà, Wanda đột ngột mang thai và bên ngoài xuất hiện tiếng động khiến cho cả cô lẫn Vision bước ra ngoài. Họ chứng kiến một người nuôi ong mờ ám mở nắp cống chui lên. Wanda tua ngược thời gian trong thực tại trước khi có tiếng động lớn. Bối cảnh khi đó chuyển sang có màu và kết thúc bằng nụ hôn của cặp đôi. Một đoạn quảng cáo trong WandaVision giới thiệu đồng hồ Strücker. |                                        |              |                                    |                     |
| 3 | "Now in Color"                         | Matt Shakman | Megan McDonnell                    | 22 tháng 1 năm 2021 |
| Bối cảnh chuyển sang thập niên 1970. Bác sĩ Nielson bảo rằng Wanda mang thai được 4 tháng và mọi thứ đã ổn thỏa. Sau đó, ông rời khỏi nhà Maximoff để đi nghỉ dưỡng với người vợ. Trong lúc Vision nhìn Nielson rời đi, anh chứng kiến người hàng xóm Herb đang dùng máy cưa để cưa tường một cách kỳ lạ. Wanda và Vision cùng nhau sơn phòng em bé và bàn bạc về việc đặt tên cho con. Thoáng chốc, Wanda mang thai được 6 tháng và lên cơn co thắt tử cung dẫn đến nữ phù thủy kêu la lên, sử dụng siêu năng lực làm mọi thứ trong nhà chuyển động lung tung và gây mất điện cả Westview. Một lúc sau, thai kỳ được đẩy nhanh đến thời điểm cận sinh, và Vision quyết định ra ngoài đi tìm bác sĩ Nielson. Geraldine có mặt tại nhà Maximoff để trò chuyện cùng Wanda. Wanda thì cố gắng giấu cái thai và con cò hình vẽ đang đi bộ trong nhà khỏi người hàng xóm. Đột ngột, Wanda đang muốn rặn đẻ khiến cho nội thất trong nhà tiếp tục di chuyển và bật tắt liên tục. Geraldine giúp đỡ đẻ Tommy cho cô và cùng lúc đó, Vision đưa Nielson đến nhà. Sau khi Geraldine dìu bác sĩ nghỉ ngơi, Wanda tiếp tục hạ sinh Billy. Vision tiễn bác sĩ Nielson và được ông trả lời rằng muốn "trốn thoát" một cách hàm ý. Người máy tình cờ bắt gặp Agnes và Herb trò chuyện phiếm. Họ bảo rằng Geraldine chỉ vừa mới đến thị trấn, không nhà cửa, không chồng và không gia đình. Trong nhà, Wanda bắt đầu chất vấn Geraldine sau khi cô bảo rằng Ultron đã giết chết anh trai song sinh của Wanda, Pietro. Nữ phù thủy còn phát hiện người hàng xóm đeo sợi dây chuyền có in biểu tượng thanh kiếm trên đó và trở nên tức giận. Lúc Vision quay trở lại thì Geraldine đã đi mất. Từ bên ngoài Westview, Geraldine bị ném qua khỏi một lớp từ trường trong suốt và các nhân viên S.W.O.R.D. tập trung bao vây cô. Một đoạn quảng cáo trong WandaVision giới thiệu xà phòng tắm Hydra Soak. |                                        |              |                                    |                     |
| 4 | "We Interrupt This Program"            | Matt Shakman | Bobak Esfarjani và Megan McDonnell | 29 tháng 1 năm 2021 |
| Đại úy Monica Rambeau của S.W.O.R.D. được hồi sinh sau Blip và phát hiện ra người mẹ Maria của cô đã qua đời vì ung thư. Ba tuần sau, Rambeau trở lại làm việc và gặp được quản lý Tyler Hayward. Hayward giao phó cho cô giúp đỡ nhân viên FBI Jimmy Woo đi tìm một người bị mất tích tại Westview, New Jersey. Đến nơi, họ nhận thấy một từ trường tĩnh lục giác với một lượng lớn CMBR (The Hex) bao vây cả thị trấn. Rambeau tò mò đưa tay vào và sau đó, cô bị lớp từ trường này hút vào bên trong. 24 giờ sau, S.W.O.R.D. xây dựng một căn cứ ở gần lớp từ trường kỳ lạ bao vây Westview, phóng máy bay điều khiển và cử nhân viên đến điều tra. Tiến sĩ Darcy Lewis đo được tín hiệu từ bên trong, thực hiện kết nối bằng TV đời cũ và nhận sóng chương trình hài kịch tình huống WandaVision. Mọi người tận dụng những hình ảnh diễn ra trong chương trình để theo dõi diễn biến tại thị trấn và phát hiện ra những cư dân ngoài đời đang "nhập vai" vào bộ phim, bao gồm cả Rambeau với vai diễn "Geraldine". Nhân viên Franklin băng qua lớp từ trường dưới đường cống, hóa thành người nuôi ong và bị đứt dây nối. Sau khi biết được người thực hiện nên bộ phim, Lewis và Woo thử liên lạc qua đài phát thanh xuất hiện trong TV với Wanda nhưng bất thành. Họ tiếp tục quan sát cho đến khi bộ phim chiếu đến cảnh Rambeau nhắc đến Ultron và đột ngột chuyển sang danh đề kết thúc. Trở lại bên trong, Wanda dùng phép thuật trục xuất Rambeau ra khỏi Hex. Sau khi Vision vào nhà, Wanda quay người lại thì chứng kiến hình ảnh thân xác Vision lúc qua đời. Nữ phù thủy thử nhìn lại thì thấy Vision hoàn toàn bình thường, rồi tiếp tục trở lại với chương trình cùng anh. Bên ngoài Westview, Rambeau bảo rằng tất cả là do Wanda. |                                        |              |                                    |                     |
| 5 | "On a Very Special Episode..."         | Matt Shakman | Peter Cameron và Mackenzie Dohr    | 5 tháng 2 năm 2021  |
| Bối cảnh chuyển sang thập niên 1980 và đầu thập niên 1990. Lúc Wanda và Vision chật vật trong việc dỗ Billy và Tommy nín khóc, Agnes có mặt để giúp trông trẻ. Tuy nhiên, Vision nghi ngờ hành động này của Agnes và đặt nghi vấn với Wanda. Đột ngột, phòng ngủ không còn tiếng khóc của hai em bé. Wanda và Vision tưởng rằng những đứa trẻ đã ngủ nhưng chúng đã lên 5 tuổi. Sau phần giới thiệu, tập phim trở lại cảnh quay Rambeau được thăm khám bên trong căn cứ của S.W.O.R.D. Cô cho biết cô cảm thấy những cảm xúc tuyệt vọng và đau đớn của Wanda. Mọi người kết luận rằng Wanda là người đã sử dụng sức mạnh của mình để tạo Hex, sau khi tường thuật những quá khứ của nữ phù thủy. Hayward bảo rằng Wanda là người đã "lấy trộm" xác của Vision tại trụ sở S.W.O.R.D. và hồi sinh anh. Trở lại bên trong Westview, hai cậu bé đang tắm cho một chú chó trong bồn rửa mặt và bị Wanda phát hiện. Agnes mang chuồng đến và gợi ý tên chú chó là Sparky, còn Billy và Tommy thì năn nỉ Wanda và Vision cho phép nuôi. Họ không đồng tình và sau đó hai đứa trẻ tiếp tục trưởng thành lên 10 tuổi. Từ bên ngoài Westview, Rambeau mong muốn được quay trở lại Hex. Cô bảo rằng Wanda thực chất đang thay đổi thực tại và yêu cầu gửi một thứ gì đương thời mà không cần làm thay đổi nó. Tại công việc, Vision nhận được một email từ S.W.O.R.D. bảo rằng những người dân Westview đang bị Wanda ảnh hưởng. Vision hóa giải tâm trí "Norm" một lúc và biết được Wanda là người điều khiển cả thị trấn, sau khi người đồng nghiệp đang cầu xin anh hãy ngăn nữ phù thủy lại. S.W.O.R.D. gửi một máy bay thăm dò từ xa được thiết kế theo thập niên 1980 vào Westview, khiến cho Sparky bỏ chạy ra ngoài và Wanda đi theo sau. Hayward định ra lệnh cho máy bay giết Wanda, nhưng cô đã phá hủy và lôi nó ra khỏi Westview. Wanda cảnh cáo S.W.O.R.D. tránh xa nhà của cô ra. Sau đó, cô củng cố lớp rào chắn Hex và quay trở lại bên trong. Billy và Tommy đi tìm Sparky nhưng Agnes bảo rằng chú chó đã chết vì "ăn" lá độc nhà cô. Hai đứa trẻ cầu xin Wanda hãy hồi sinh chú chó, nhưng cô từ chối. Bên trong nhà, Vision chất vấn Wanda vì chuyện phù phép mọi người tại thị trấn, không biết bản thân trước kia thế nào và bên ngoài Westview là ra sao. Đột ngột, "Pietro" rung chuông cửa đến nhà khiến Wanda sửng sốt. Lewis quan sát qua truyền hình và đặt nghi vấn có phải Pietro đã được "recast". Một quảng cáo trong chương trình WandaVision giới thiệu khăn giấy Lagos. |                                        |              |                                    |                     |
| 6 | "All-New Halloween Spooktacular!"      | Matt Shakman | Chuck Hayward và Peter Cameron     | 12 tháng 2 năm 2021 |
| Tập này chuyển sang bối cảnh cuối thập niên 1990 và đầu thập niên 2000. Wanda muốn tổ chức một ngày lễ Halloween đầu tiên cùng gia đình, nhưng Vision từ chối không tham gia và bảo rằng anh muốn đi tuần tra đường phố. Do đó, "Pietro" sẽ vui chơi cùng Billy và Tommy. Bên ngoài Westview, Hayward vẫn tiếp tục giữ ý định là giết chết Wanda. Tuy nhiên, Rambeau, Lewis và Woo cảnh báo rằng điều đó chỉ gây thù địch thêm với Wanda nếu như không thắng được. Hayward quyết định đuổi bọn họ ra khỏi S.W.O.R.D. do cản trở kế hoạch. Rambeau, Lewis và Woo tấn công các nhân viên, cải trang và trà trộn trở lại vào căn cứ. Họ dùng máy tính xâm nhập vào hệ thống máy tính của Hayward và nhận ra hắn đang theo dõi dấu vết phân rã vibranium của Vision. Hayward còn theo dõi máu của Rambeau, cho biết tế bào của cô đã biến đổi ở cấp độ phân tử do hai lần đi qua Hex. Tuy nhiên, Lewis chưa thể truy cập được lớp bảo mật dữ liệu cuối cùng của Hayward. Bên trong Westview, "Pietro" dẫn những đứa trẻ chơi "cho kẹo hay bị ghẹo" bằng tốc độ phi thường và gây rối khu phố. Tommy phát hiện bản thân có thể chạy siêu tốc độ như "Pietro". Wanda hỏi tại sao "Pietro" trông khác như vậy thì anh chỉ đơn thuần nói rằng anh là anh trai cô. "Pietro" hỏi Wanda vì sao có thể điều khiển cả thị trấn được như vậy, cô bảo rằng là không biết. Giữa lúc đó, Wanda chứng kiến xác của "Pietro" và hoảng hốt cho đến khi nhìn lại thì không có gì. Vision tò mò di chuyển ra xa so với nơi ở của anh và phát hiện những cư dân càng sinh sống xa trung tâm Westview thì càng trở nên lặp lại động tác hoặc đứng im một chỗ. Anh bay về phía chiếc xe đang bất động và thấy Agnes đang ở đó. Sau khi "thức tỉnh" tâm trí, Agnes hốt hoảng bảo rằng Vision là một Avengers và anh đã chết, còn Wanda thì đang điều khiển trí não của họ. Sau khi trò chuyện với Agnes xong, Vision "hoàn trả" vai diễn cho cô và bắt đầu đi về phía ranh giới Hex. Anh thử băng qua lớp Hex và bắt đầu phân rã. Lewis thấy được và muốn giúp, nhưng bị nhân viên Monti còng tay lại ở một cái xe. Billy cảm thấy Vision đang chết dần và báo với Wanda. "Pietro" trêu chọc rằng chồng của cô sẽ không chết được lần thứ hai, và bị Wanda dùng phép thuật thổi bay về một phía. Nữ phù thủy bắt đầu làm ngưng động thời gian tại Westview, mở rộng ranh giới, khôi phục nguyên trạng Vision và biến cả căn cứ S.W.O.R.D., Lewis và những nhân viên kém may mắn trở thành rạp xiếc. Hayward, Rambeau và Woo thì chạy thoát được. Một quảng cáo phong cách hoạt hình claymation trong chương trình WandaVision giới thiệu sữa chua Yo-Magic. |                                        |              |                                    |                     |
| 7 | "Breaking the Fourth Wall"             | Matt Shakman | Cameron Squires                    | 19 tháng 2 năm 2021 |
| Lấy bối cảnh cuối thập niên 2000, Wanda thức dậy trên giường và nhớ lại mọi chuyện hôm qua. Billy và Tommy lên phòng và bảo rằng trò chơi điện tử trở nên loạn. Wanda không giúp đỡ mà chỉ muốn tận hưởng một ngày lười biếng cho mình. Phần giới thiệu chỉ bao gồm những cái tên Wanda và không có lời bài hát. Sau khi xuống nhà, Wanda bảo rằng "Pietro" không phải là anh của cô, còn Vision không muốn ở Westview nữa thì cô cũng không muốn đi tìm. Agnes có mặt tại nhà nữ phù thủy, giúp cô chăm sóc Billy và Tommy bằng cách dẫn chúng sang nhà cô chơi. Trong khi đó, Wanda phát hiện mọi thứ trong nhà đang biến đổi thực tại liên tục và không thể kiểm soát được. Cách một khoảng không xa, Vision tỉnh dậy và thấy Lewis. Anh giải phóng cô khỏi mê hoặc và được nữ tiến sĩ kể về cái chết và những sự kiện trước đó của Vision. Trên đường về nhà bằng xe, Vision và Lewis bị cản trở liên tục. Cho rằng Wanda đang ngăn không cho về nhà, Vision để lại Lewis và bay về nhà Maximoff. Bên ngoài Westview, Rambeau và Woo nhận lấy chiếc xe hỗ trợ băng qua Hex, từ một nhân sự S.W.O.R.D. còn trung thành với mẹ quá cố của Rambeau hơn Hayward. Sau khi băng qua bằng phương tiện không thành công do bị thay đổi thực tại, Rambeau tự thân liều mình bước vào và cố gắng vượt qua Hex, dẫn đến thay đổi cấu trúc tế bào bên trong cơ thể thêm lần nữa và nhận được siêu năng lực. Rambeau có mặt tại nhà Wanda và cảnh báo về Hayward. Wanda không tin và tấn công cô, nhưng Rambeau chịu đựng được đòn đánh nhờ vào siêu năng lực mới nhận. Agnes kịp thời có mặt can ngăn, bảo Rambeau rời đi và dẫn Wanda vào nhà cô. Agnes bảo rằng những đứa trẻ đang chơi ở dưới hầm và sau khi Wanda bước vào, cô tìm thấy một căn cứ lạ lùng và cuốn sách Darkhold. Agnes khống chế Wanda lại và giới thiệu bản thân là một phù thủy hùng mạnh, Agatha Harkness. Agatha còn giới thiệu những việc làm của cô ta tại Westview như gửi Pietro giả mạo đến nhà Wanda và giết chết Sparky. Giữa đoạn danh đề, Rambeau tìm thấy căn cứ của Agatha và bị "Pietro" bắt giữ. Một quảng cáo trong chương trình WandaVision giới thiệu thuốc chống trầm cảm Nexus. |                                        |              |                                    |                     |
| 8 | "Previously On"                        | Matt Shakman | Laura Donney                       | 26 tháng 2 năm 2021 |
| Tại Salem năm 1693, hội phù thủy của mẹ Agatha, Evanora, quyết định xử tử Agatha vì luyện phép thuật đen tối nhất. Tuy nhiên, Agatha sở hữu quyền năng hút phép thuật và sinh lực, do đó cô ta đã giết ngược cả hội phù thủy lẫn Evanora. Trở về hiện tại, Agatha muốn biết làm sao Wanda có thể điều khiển và thay đổi mọi thứ tại Westview. Do vậy, cô ta bắt đầu phù phép để xem những ký ức của Wanda. Đầu tiên, Agatha dẫn Wanda quay trở về quá khứ lúc cha mẹ của Wanda qua đời. Agatha phát hiện ra rằng Wanda từ nhỏ đam mê những bộ phim hài kịch tình huống, sinh ra đã có ma thuật khi có thể ngăn chặn không cho quả bom phát nổ lúc cô và Pietro ẩn nấp. Lúc trưởng thành, Wanda trở thành tình nguyện viên cho Hydra nhằm thí nghiệm với Viên đá Tâm trí. Thay vì như những nạn nhân xấu số khác là bị giết chết, Wanda hoàn toàn hấp thụ được năng lượng của Viên đá và từ đấy, sức mạnh của Wanda đã tăng lên gấp nhiều lần và thể hiện ra ngoài rõ ràng. Ký ức tiếp theo cho thấy ngôi nhà đầu tiên mà Wanda và Vision sinh sống cùng nhau tại trụ sở Avengers. Họ cùng nhau xem sitcom, và Vision thấu hiểu được cảm giác đau buồn của Wanda khi xem những bộ phim đó. Sau Blip, Wanda đến S.W.O.R.D. để lấy xác của Vision nhưng Hayward từ chối không cho phép cô chôn cất một lượng lớn vibranium đắt tiền xuống đất. Nữ phù thủy đã xông vào bên trong trụ sở và tiếp cận Vision. Cảm thấy không còn sức sống gì ở người máy nữa, Wanda rời đi và chuyển đến bãi đất mà Vision từng mua với dự định là cất nhà để họ chung sống đến già bên nhau. Trong cơn đau buồn, Wanda đã bộc phá sức mạnh, xây dựng ngôi nhà, tạo Hex thay đổi toàn bộ Westview cùng với Vision mới. Agatha kết luận rằng Wanda đang tri triển một loại phép thuật trong thuyền thuyết là ma thuật hỗn mang, và gọi cô là "Scarlet Witch" (Phù thủy đỏ). Ở giữa phần danh đề, Hayward sử dụng phép thuật hỗn mang của Wanda từ máy bay bị hạ trước đó để kích hoạt "The Vision", sử dụng cơ thể nguyên gốc nhưng thân hình chuyển sang toàn màu trắng. |                                        |              |                                    |                     |
| 9 | "The Series Finale"                    | Matt Shakman | Jac Schaeffer                      | 5 tháng 3 năm 2021  |
| Agatha liên tục tìm cách để hút phép thuật hỗn mang của Wanda, còn The Vision thì xâm nhập vào Westview để giết chết cô. Vision trong Hex ngăn chặn và đánh nhau với The Vision khắp Westview. Trong lúc đó, Agatha giải thoát những cư dân tại thị trấn khỏi Wanda và họ cầu xin nữ phù thủy hãy rút lại Hex. Wanda hoảng sợ làm theo yêu cầu. Tranh thủ Hex đang được mở ra, Hayward và S.W.O.R.D. bước vào Westview để tấn công Wanda. Nữ phù thủy dừng mở Hex và đóng lại sau khi chứng kiến Vision và cặp song sinh bắt đầu biến mất. Rambeau nhận thấy "Pietro" thực chất là do một cư dân tên Ralph Bohner đóng giả và giải phóng tâm trí anh khỏi Agatha. Sau đó, Rambeau đi ra ngoài giúp đôi song sinh ngăn chặn S.W.O.R.D. Đánh nhau không ngừng nghỉ được một thời gian, Vision trong Hex thương lượng với The Vision và phục hồi ký ức nguyên thủy của robot màu trắng. The Vision nhận ra được mình là ai và bỏ đi mất. Mỗi lần Wanda tung phép thuật là Agatha có cơ hội hút cả sinh lực của cô. Do đó, nữ phù thủy tìm cách đánh lừa Agatha để đặt những cổ ngữ ma thuật (chữ Rune) quanh Hex nhằm ngăn chặn Agatha sử dụng siêu năng lực phù thủy. Tiếp đến, Wanda hút sạch phép thuật của Agatha, cường hóa năng lực thành Phù thủy đỏ như truyền thuyết và giam giữ Agatha tại Westview bằng cách biến cô ta thành "Agnes". Wanda quyết định tạm biệt Vision và cặp song sinh. Cô thu hồi Hex lại và rời khỏi Westview. Ở giữa danh đề lúc Hayward bị bắt giam, Rambeau được một Skrull thông báo rằng một người bạn của mẹ cô muốn gặp cô. Ở phân đoạn sau danh đề, Wanda sử dụng Darkhold và nghe thấy tiếng Billy và Tommy cầu cứu. |                                        |              |                                    |                     |

## Sản xuất

### Phát triển
Đến tháng 9 năm 2018, Marvel Studios phát triển một số bộ phim truyền hình giới hạn cho dịch vụ phát trực tuyến của công ty mẹ Disney. Những tựa phim này tập trung vào những nhân vật phụ đến từ loạt phim điện ảnh Vũ trụ Điện ảnh Marvel (MCU) và không có phim riêng, chẳng hạn như Wanda Maximoff. Dàn diễn viên thủ vai những nhân vật trong phim tiếp tục trở lại những bộ phim truyền hình giới hạn, như Elizabeth Olsen vai Wanda. Các chương trình truyền hình phát hành trên Disney+ có số tập từ 6 đến 8 tập phim và được đầu tư bằng "kinh phí khổng lồ cạnh tranh với một hãng sản xuất phim lớn". Marvel Studios đích thân sản xuất những bộ phim này thay cho Marvel Television từng thực hiện những phim truyền hình MCU trước đó. Giám đốc Marvel Studios Kevin Feige từng được cho là sẽ giữ vai trò phát triển chính cho những bộ phim truyền hình. Ông tập trung vào "diễn biến kế tiếp của câu chuyện" từ những phim điện ảnh và làm việc với các diễn viên trở lại với vai diễn từ điện ảnh. Trước khi đồng giám đốc sản xuất Mary Livanos tham gia dự án vào giữa năm 2018 và tiếp quản quá trình phát triển bộ phim thì giám đốc sản xuất, phát triển kiêm giám đốc sáng tạo tại Marvel Studios, Brian Chapek, đã tiến hành phát triển những ý tưởng ban đầu cho bộ phim về Wanda. Đến cuối tháng 10, nhân vật Vision của Paul Bettany được công bố sẽ giữ vai trò nhân vật quan trọng và bộ phim sẽ tập trung kể về chuyện tình giữa Wanda và Vision. Những tháng tiếp theo, các tựa phim Vision and the Scarlet Witch và The Vision and Scarlet Witch được hé lộ.
Feige nảy ra ý tưởng Wanda và Vision sống trong một thế giới tưởng tượng tại "vùng ngoại ô hạnh phúc" từ sở thích thưởng thức thể loại phim hài kịch tình huống đem đến cảm xúc thoát khỏi thực tại của ông. Trong một buổi làm việc với các nhà biên kịch chính tiềm năng cho bộ phim, một số người không cho rằng ý tưởng lồng yếu tố sitcom vào phim của Feige sẽ đem lại hiệu quả. Tại thời điểm đó, Jac Schaeffer đang làm việc cho bộ phim Góa phụ đen (2021) thì cảm thấy hứng thú sau khi nghe giới thiệu bộ phim. Cô tham gia một buổi họp nhằm trình bày ý tưởng của cô và được nhận làm cây viết biên kịch chính vào tháng 1 năm 2019. Schaeffer chấp bút tập đầu tiên và trở thành giám đốc sản xuất cho bộ phim. Tháng 4 năm 2019, Disney và Marvel cuối cùng cũng công bố tên bộ phim là WandaVision, và Matt Shakman được thuê làm đạo diễn và giám đốc sản xuất vào tháng 8 năm 2019. Feige cũng là nhà sản xuất điều hành cùng Louis D'Esposito và Victoria Alonso của Marvel Studios.:50:20
Thay vì gọi là Wanda and Vision hoặc The Scarlet Witch and Vision, Feige lấy cảm hứng tựa đề ghép chữ như BlacKkKlansman (2018) để đặt tên bộ phim là WandaVision, song ông do dự trong việc sử dụng. Schaeffer muốn sử dụng WandaVision sau khi nghe được và cảm thấy tựa đề của bộ phim này trông hoàn hảo. Sau khi công bố, mặc dù một số người phản ứng dữ dội và họ cho rằng đó là "tiêu đề ngớ ngẩn nhất có thể", nhưng Schaeffer cảm thấy người xem sẽ thay đổi suy nghĩ sau khi họ xem bộ phim. Feige cho biết bộ phim sẽ kể câu chuyện về Wanda và Vision, cho thấy toàn bộ siêu năng lực của Wanda, giải thích Vision là ai và giới thiệu tên truyện tranh của Wanda là "Scarlet Witch" với MCU "theo cách hoàn toàn vui nhộn, hoàn toàn buồn cười, [và] có phần đáng sợ". Mặc dù Feige phát biểu rằng WandaVision nối tiếp ảnh hưởng với cả Giai đoạn Bốn của MCU, nhưng ông cũng bảo rằng người xem không cần phải am hiểu MCU để hiểu bộ phim. Ông nghĩ rằng sẽ có "phần thưởng lớn" cho những ai đã xem tất cả các phim MCU và biết được kế hoạch cho Giai đoạn Bốn.
WandaVision là sự kết hợp giữa một phần yếu tố hài kịch tình huống, một phần "sử thi Marvel" theo Feige, "siêu chủ nghĩa tiền phong và kỳ quặc" của Bettany, một bộ phim hành động pha trộn với hài kịch tình huống của diễn viên Teyonah Parris, và sự kết hợp giữa hành động siêu anh hùng với "nét ngớ ngẩn của phim hài kịch tình huống tại thị trấn nhỏ" của Livanos. Shakman tham gia đạo diễn phim là vì ông có kinh nghiệm chỉ đạo các loạt phim như phim tâm lý Mad Men, loạt phim hành động quy mô lớn Trò chơi vương quyền và sitcom như It's Always Sunny in Philadelphia. Ông cũng từng là diễn viên nhí trong các bộ phim hài kịch tình huống thập niên 1980 như Just the Ten of Us. WandaVision có tổng thời lượng khoảng 6 giờ nội dung trong 9 tập phim, mỗi tập dài từ 30 phút theo định dạng phim hài kịch đến 50 phút. Trong quá trình phát triển, kinh phí được cho là lên tới 25 triệu đô la Mỹ cho mỗi tập phim.

## Tiếp thị
Đội ngũ tiếp thị của Disney đã hình thành chiến dịch của mình cho loạt phim này khoảng một năm rưỡi trước khi phát hành. Tại D23 2019, Olsen xác nhận rằng loạt phim sẽ kết hợp các yếu tố của phim sitcom cổ điển với MCU, được trình chiếu trong một đoạn giới thiệu cho loạt phim kết hợp cảnh quay của Maximoff và Vision từ các bộ phim MCU trước đó với hình ảnh từ phim sitcom cũ The Dick Van Dyke Show và Father Knows Best .  Loạt phim được quảng bá như một phần của Mở rộng Vũ trụ, một sản phẩm đặc biệt của Marvel Studios đã ra mắt trên Disney+ vào ngày 12 tháng 11 năm 2019. Vào tháng 12, Feige ra mắt hình ảnh đầu tiên của loạt phim tại Comic Con Experience. Vinnie Mancuso củaCollider cho biết nó "rất thú vị ", làm nổi bật cách tô màu "đen trắng kiểu trường học cũ". Một quảng cáo cho loạt phim và loạt phim khác của Marvel Studios Disney+ The Falcon and the Winter Soldier và Loki đã được chiếu trong Super Bowl LIV. Dais Johnston của Inverse tìm thấy các tham chiếu trực quan đến các phim sitcom trong quá khứ trong quảng cáo, bao gồm The Dick Van Dyke Show, Leave It to Beaver, Bewitched, The Brady Bunch, Roseanne và Full House. Họ nghĩ rằng loạt phim sẽ là một "phải xem" đối với người hâm mộ Marvel cũng như "bất kỳ ai đang tìm kiếm một bản hit hoài cổ: khuôn khổ kéo dài thời đại có nghĩa là bất kỳ ai cũng có thể hồi tưởng lại các chương trình thời thơ ấu của họ". Julia Alexander của The Verge cho biết cảnh quay "không nhiều" nhưng cung cấp "đủ cái nhìn thoáng qua để trêu chọc người hâm mộ". Haleigh Foutch tại Collider cảm thấy tất cả các quảng cáo của Super Bowl, Marvel đã "đánh cắp toàn bộ chương trình". Cô thích thú nhất với cảnh quay WandaVision "hoàn toàn kỳ lạ và khó đoán" . 
Đoạn giới thiệu chính thức của loạt phim được phát hành vào ngày 20 tháng 9 năm 2020, trong Lễ trao giải Primetime Emmy lần thứ 72. Đoạn giới thiệu đã nhận được 55,7 triệu lượt xem trực tuyến trong vòng 24 giờ, bao gồm 36,1 triệu trên YouTube, 4,9 triệu trên Facebook và 10,1 triệu trên Instagram, được cho là con số cao nhất từ trước đến nay đối với một đoạn giới thiệu phim truyền hình trực tuyến. WandaVision cũng có hơn 302.600 lượt đề cập trên mạng xã hội, thịnh hành trên Twitter ngay sau khi một đoạn giới thiệu được phát sóng trong Lễ trao giải Emmy trước khi phát hành đoạn giới thiệu đầy đủ và cuối cùng là xu hướng thứ tư trên Twitter. Đoạn giới thiệu là video thịnh hành số hai trên YouTube. Ethan Anderton từ / Filmcho biết các cảnh quay trong trailer trông giống như "một trong những dự án kinh dị nhất của Marvel cho đến nay". Anh ấy cũng lưu ý nhiều khía cạnh thú vị hơn của đoạn giới thiệu như Vision mặc trang phục Halloween trong thiết kế truyện tranh của nhân vật.  Matt Patches tại Polygon gọi đoạn giới thiệu là "một đoạn giới thiệu đầy màu sắc tươi sáng và hành vi kỳ quặc", nói thêm rằng nó vẫn còn để lại nhiều điều bí ẩn trong loạt phim.  Noah Dominguez của Comic Book Resources cho biết đoạn giới thiệu "cung cấp khá nhiều nội dung" với "một cái nhìn sinh động về một số thủ thuật thị giác được trưng bày". Charles Pulliam-Moore của io9 gọi việc sử dụng đoạn giới thiệu là "Twilight Time" "ám ảnh nhất" trong tất cả các tính năng kỳ lạ của nó, và cảm thấy cách chỉnh sửa của trailer đã tạo ra "hiệu ứng lật nhanh các kênh truyền hình để tìm kiếm thứ gì đó hay để xem". Richard Newby của The Hollywood Reporter mô tả đoạn giới thiệu là "chứa đầy thông tin" và cảm thấy rằng nó "mang đến cho người hâm mộ rất nhiều điều để mong đợi, cũng như một số bí ẩn để suy ngẫm trước khi công chiếu". Sau khi các diễn viên trong các bộ phim Người Nhện trước đây được tiết lộ sẽ xuất hiện trong Spider-Man: No Way Home, Graeme McMillan của The Hollywood Reporterđã nhìn thấy đoạn giới thiệu chính thức của loạt phim "dưới một ánh sáng mới", cho thấy các phiên bản khác nhau của Maximoff và Vision xuất hiện trong loạt phim là do Maximoff "phá vỡ các bức tường giữa các thực tại khác nhau", điều này có thể thiết lập Doctor Strange in the Multiverse of Madness và Spider-Man: No Way Home. 
Vào đầu tháng 12, sáu áp phích cho bộ truyện đã được phát hành hàng ngày, mỗi áp phích mô tả một thập kỷ từ những năm 1950 đến những năm 2000. Pulliam-Moore lưu ý rằng với mỗi tấm áp phích mới, "các yếu tố khác nhau thay đổi và biến đổi, cả hai đều phản ánh thời gian trôi qua và diễn biến cốt truyện của WandaVision". Việc phát hành các áp phích được theo sau bởi một đoạn giới thiệu mới ra mắt tại buổi giới thiệu Ngày nhà đầu tư của Disney. Anderton lưu ý với / Film rằng đoạn giới thiệu có nhiều cảnh quay lấy cảm hứng từ sitcom hơn những cảnh trước đây, với "rất nhiều điều để ngâm".  Chaim Gartenberg tại The Verge gọi đoạn giới thiệu mới là "sự bẻ cong tâm trí", trong khi Tom Reimann của Colliderđã mô tả nó là "kỳ lạ một cách thú vị" và so sánh với cốt truyện truyện tranh "House of M". Tony Sokol tại Den of Geek nhấn mạnh việc trailer sử dụng bài hát "Daydream Believer" của The Monkees, tin rằng tiêu đề và lời bài hát phản ánh rất rõ trạng thái tinh thần của Maximoff mặc dù âm nhạc trở nên "khó nhận ra dưới các lớp ảo giác ngày càng tăng". Đoạn giới thiệu đã nhận được 9 triệu lượt xem trên YouTube. Hai tập đầu tiên của loạt phim Marvel Studios: Legends, phát hành vào ngày 8 tháng 1 năm 2021, khám phá Maximoff và Vision bằng cách sử dụng các cảnh quay trong các bộ phim MCU của họ. 
Bao gồm các đoạn giới thiệu nói trên, chiến dịch tiếp thị của loạt phim trên các quảng cáo ngoài trời, kỹ thuật số, truyền hình và tạp chí đã mang lại 2,14 tỷ lần hiển thị. Công ty phân tích RelishMix đã xác định phạm vi tiếp cận trên mạng xã hội cho loạt phim trong "vũ trụ truyền thông xã hội" của họ là 263.000, cao hơn "vài năm so với hầu hết các chương trình phát trực tuyến". Các đoạn giới thiệu, quảng cáo và cuộc phỏng vấn khác nhau được đăng lên YouTube đã thu hút được nhiều nhận thức và tương tác nhất đối với WandaVision, RelishMix lưu ý rằng nội dung được đăng lên các kênh chính thức của Marvel, Disney và Disney + sau đó đã được đăng lại trên các kênh của người hâm mộ. Trước buổi ra mắt của loạt phim, các quảng cáo, "quảng cáo chuyển tiếp đóng thế trông đặc biệt, hợp tác đồng thương hiệu, tích hợp đồ họa trực tuyến, tích hợp trong chương trình và nội dung tài năng tùy chỉnh" đã xuất hiện trên các kênh và nội dung khác nhau của Walt Disney Television , ESPN và Hulu, trong khi biển quảng cáo được nhìn thấy ở các thành phố lớn như New York và Los Angeles. Nhân tài và những người có ảnh hưởng đã được gửi một "hộp TV-bữa tối có khay TV tùy chỉnh, bộ đồ dùng, đế lót ly, ly uống nước và một tạp chí [tùy chỉnh] được thiết kế để trông giống như một Hướng dẫn TV cổ điển". Một lưới" bẻ cong thực tế "chưa từng có trước đây và tự cập nhật" đã được tạo cho tài khoản Instagram của loạt phim,  với đội ngũ tiếp thị của Disney tải lên từng bài đăng theo một thứ tự cụ thể trong khi tài khoản ở chế độ riêng tư và sau đó lưu trữ chúng. Khi tài khoản được công khai, các bài đăng khác nhau sẽ không được lưu trữ và được lưu trữ lại để hiển thị một lưới hình ảnh khác nhau cho mỗi tập. Biểu tượng cảm xúc tùy chỉnh trên Twitter được cập nhật mỗi tuần khi WandaVision phát triển qua nhiều thập kỷ. 
Vào tháng 1 năm 2021, Marvel đã công bố chương trình "Marvel Must Haves" của họ, trong đó tiết lộ đồ chơi, trò chơi, sách, quần áo mới, đồ trang trí nhà và các hàng hóa khác liên quan đến từng tập của WandaVision vào mỗi thứ Hai từ ngày 18 tháng 1 đến ngày 8 tháng 3 năm 2021.  Hàng hóa bổ sung của "Must Haves" được tiết lộ vào ngày 10 tháng 5 năm 2021. Từ cuối tháng 2 năm 2021 cho đến khi loạt phim kết thúc vào đầu tháng 3, Marvel hợp tác với đầu bếp Justin Warner để phát hành các công thức nấu ăn đặc trưng hoặc lấy cảm hứng từ, mỗi tập. Vào tháng 6 năm 2021, Hyundai Motor Company đã phát hành một đoạn quảng cáo có Olsen với tư cách là Maximoff quảng bá cho WandaVision và Hyundai Tucson. Quảng cáo này do Marvel sản xuất cùng với các quảng cáo tương tự cho The Falcon and the Winter Soldier , Loki và What If ...?, và nhằm kể một câu chuyện "trong thế giới" được đặt trong câu chuyện của bộ truyện.

## Phát hành
WandaVision khởi chiếu trên Disney + vào ngày 15 tháng 1 năm 2021, với hai tập đầu tiên. Bảy tập khác được phát hành hàng tuần cho đến ngày 5 tháng 3.  Ban đầu Marvel Studios dự định phát hành ba tập đầu tiên cùng một lúc, nhưng quyết định bác bỏ điều này vì tập cuối sẽ không được hoàn thành kịp thời gian đó. lịch phát hành. Họ cũng cân nhắc phát hành toàn bộ loạt phim cùng một lúc, nhưng đã chọn phát hành hàng tuần sau khi chứng kiến thành công của loạt phim The Mandalorian của Disney + Star Warsvới cách tiếp cận đó. Các tập sau đó được cấu trúc với mục đích phát hành hàng tuần, với Feige giải thích rằng họ muốn người xem cố gắng "đoán xem điều gì xảy ra tiếp theo, để có một tuần suy đoán hoặc xem lại và xây dựng dự đoán đó." Anh ấy cảm thấy việc say sưa xem bộ truyện sau khi tất cả các tập được phát hành sẽ là một "trải nghiệm thú vị không kém". 
Theo Shakman, bộ phim đã có thể công chiếu ngay sau khi quá trình quay phim kết thúc vì công việc hậu kỳ đã bắt đầu trong quá trình ngừng sản xuất COVID-19 của bộ phim. Schaeffer cảm thấy bộ truyện "phù hợp để [được phát hành trong] thời điểm này", giữa đại dịch, bởi vì nó "phản ánh rất nhiều nỗi lo lắng mà chúng tôi đang cảm thấy, và rất nhiều sự hỗn loạn và hỗn loạn của [2020], vì vậy tôi cảm thấy rất đúng đắn". Matt Miller của Esquire cảm thấy WandaVision có thời điểm phát hành đáng kinh ngạc vì phần lớn khán giả "cùng nhau thoát khỏi nỗi nhớ để đương đầu với đại dịch và sự hỗn loạn chung của thế giới thực".là "bình luận về bản chất và mục đích của việc tiêu thụ truyện tranh giải trí". Ban đầu, bộ truyện được ấn định phát hành vào đầu năm 2021,  trước khi được chuyển sang bản phát hành tháng 12 năm 2020 vào tháng 2 năm 2020. Sau đó, bộ phim được chuyển trở lại thời điểm đầu năm 2021 vào tháng 11 năm 2020. Đây là loạt phim đầu tiên trong và bắt đầu Giai đoạn Bốn của MCU.

## Tương lai

### Tiếp tục
Vào tháng 1 năm 2021, Schaeffer cho biết cô không thể nói về bất kỳ kế hoạch tiềm năng nào cho phần thứ hai, nhưng nói rằng loạt phim sẽ cảm thấy "rất hoàn chỉnh". Shakman cho biết "không có kế hoạch nào" cho phần thứ hai và một phần sẽ chỉ được thực hiện nếu có một câu chuyện cụ thể về điều đó. Feige không loại trừ phần thứ hai sẽ được thực hiện, nhưng cho biết một phần không được lên kế hoạch và hướng đến Doctor Strange in the Multiverse of Madness thay vào đó là phần tiếp theo của câu chuyện được thiết lập ở WandaVision, với câu chuyện cũng tiếp tục ở những nơi khác; Parris sẽ đóng vai Rambeau trong bộ phim The Marvels (2023), phần tiếp theo của Captain Marvel, được viết bởi nhà văn Megan McDonnell của WandaVision. Vào tháng 6 năm 2021, Olsen nói rằng WandaVision là một loạt phim giới hạn.

### Spin-off
Vào tháng 10 năm 2021, có thông tin tiết lộ rằng một loạt phim phụ "hài hước đen tối" đang được phát triển, với việc Hahn trở lại đóng vai Agatha Harkness cùng với Schaeffer trở lại với tư cách là nhà văn và nhà sản xuất điều hành. Sự tham gia của Hahn là một phần của thỏa thuận lớn hơn mà cô đã ký với Marvel Studios để đảm nhận vai diễn này trong các loạt phim và phim bổ sung. Marvel Studios chính thức công bố loạt phim, Agatha: House of Harkness , một tháng sau đó. 